# Passage Tomb von Abbeyquarter North

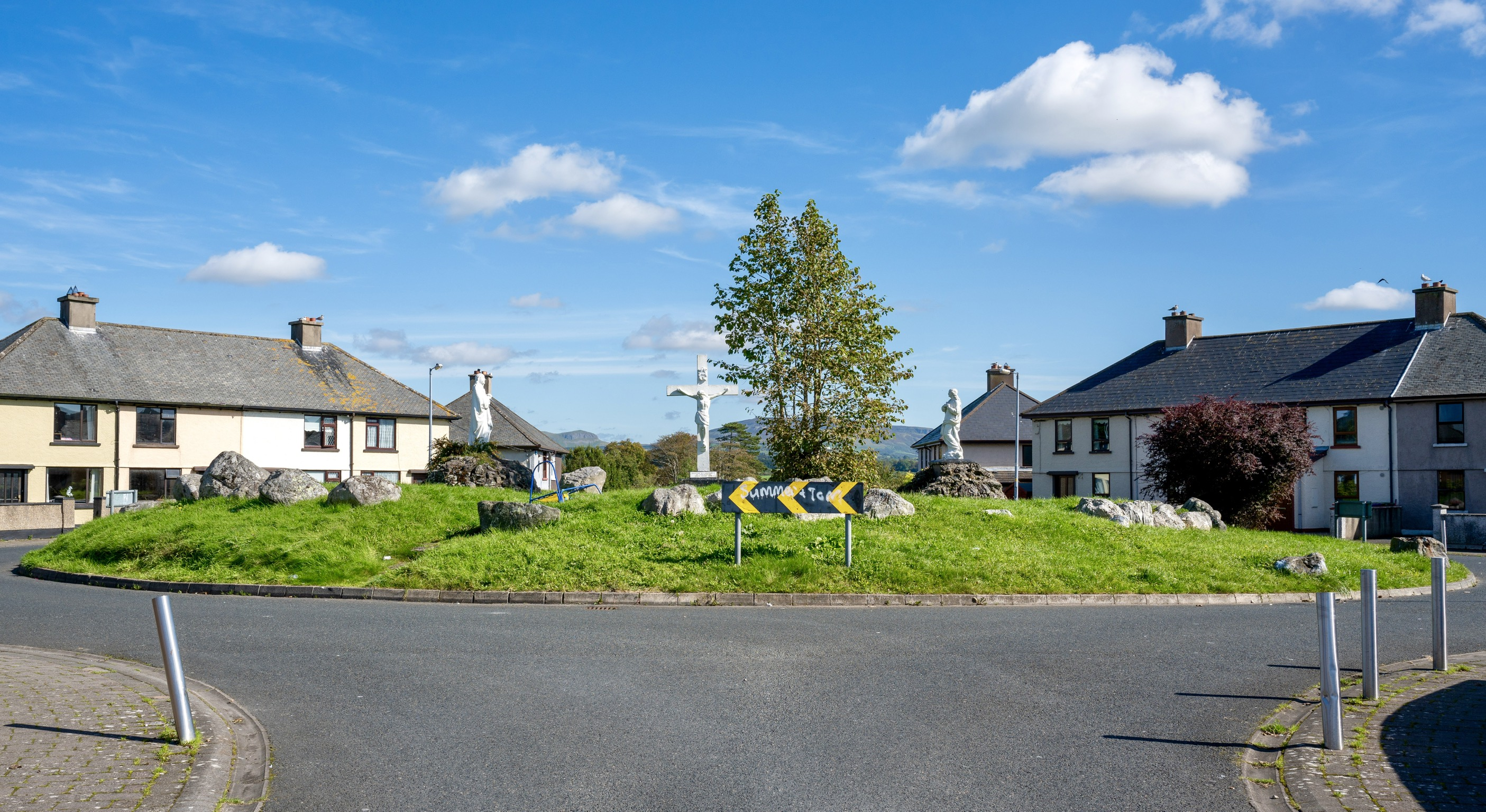
Passage Tomb von Abbeyquarter North

Das Passage Tomb von Abbeyquarter North befindet sich im Townland Abbeyquarter North (irisch Ceathrú na Mainistreach Thuaidh) auf einem Kreisverkehr an der Straße Garavogue Villas in einer Wohnsiedlung im Osten von Sligo im County Sligo in Irland.
Das Passage Tomb ist von der gleichen Art wie die nicht weit entfernten Megalithanlagen bei Carrowmore mit einer mittigen kreuzförmigen Kammer.
Während des 19. Jahrhunderts versuchte die katholische Kirche, das auch als Garavogue Feen Fort bekannte Denkmal, zu entfernen, fand aber keine Helfer. Die Kirche errichtete 1950 mehrere Statuen im Kreisverkehr.